# Dans ses yeux
Ne doit pas être confondu avec Dans tes yeux.
Pour plus de détails, voir Fiche technique et Distribution.
Dans ses yeux (El secreto de sus ojos) est un film policier argentin, réalisé par Juan José Campanella et sorti en 2009.
Il s'agit de l'adaptation du roman La pregunta de sus ojos d'Eduardo Sacheri, également le coauteur, avec le réalisateur, du scénario.
Le film remporte le Prix Goya du meilleur film étranger en langue espagnole en 2010 et, trois semaines plus tard, l'Oscar du meilleur film en langue étrangère, devenant ainsi le deuxième film argentin à obtenir la statuette, 24 ans après L'Histoire officielle de Luis Puenzo, en 1986.

## Synopsis
En 1999 à Buenos Aires, un agent à la retraite du ministère fédéral de la justice, Benjamín Espósito, essaie d'écrire l'histoire d'une affaire criminelle qu'il a traitée 25 ans plus tôt et qui le hante toujours : le viol et le meurtre en juin 1974 d'une jeune femme mariée, Liliana Colotto.
Il rencontre sa supérieure de l'époque, Irene, dont il est toujours secrètement amoureux, et évoque avec elle l'enquête qu'il a menée à cette époque avec son adjoint, Pablo Sandoval. Espósito et Sandoval, émus par la ferveur de l'amour que l'époux de la victime portait à sa femme et l'obstination de celui-ci à retrouver le coupable, ont refusé que le dossier soit classé. Aussi ont-ils désobéi aux ordres pour essayer d'arrêter un suspect.
La traque va leur permettre d'arrêter le coupable qui passe aux aveux grâce à un stratagème d'Irene. Condamné, le meurtrier est bientôt relâché pour devenir un des hommes de main du régime. Esposito est alors menacé ; Sandoval est assassiné à sa place. Esposito part alors loin de Buenos Aires. Il poursuit sa carrière, se marie, divorce et, 25 ans plus tard, revient dans la capitale. Que va-t-il faire de son amour intact pour Irene, de sa fascination pour le mari de la victime, de sa détermination à arrêter l'assassin ?

## Fiche technique
- Titre : Dans ses yeux
- Titre original : El secreto de sus ojos
- Titre international : The Secret in Their Eyes
- Réalisation : Juan José Campanella
- Assistants réalisateurs : 1) Marisol Freites / 2) Glenda Heevel
- Scénario : Juan José Campanella et Eduardo Sacheri, d'après le roman de ce dernier La pregunta de sus ojos
- Musique : Federico Jusid et Emilio Kauderer
- Décors : Marcelo Pont Vergés
- Costumes : Cecilia Monti
- Directeur de la photographie : Félix Monti
- Cadreur : Miguel Caram
- Chef électricien et chef machiniste : Daniel Hermo
- Montage : Juan José Campanella
- Son : José Luis Diaz
- Coiffeur : Osvaldo Esperon
- Maquilleuse : Lucila Robirosa
- Producteur des effets visuels : Marcelo G. Garcia
- Producteur : Mariela Besuievski • Juan José Campanella • Gerardo Herrero • Federico Posternak • Vanessa Ragone
- Directeur de production : Muriel Cabeza
- Production : 100 Bares • Canal+ España • Haddock Films • Instituto Nacional de Cine y Artes Audiovisuales (INCAA) • Instituto de Crédito Oficial (ICO) • Instituto de la Cinematografía y de las Artes Audiovisuales (ICAA) • Televisión Española (TVE) • Televisión Federal (Telefe) • Tornasol Films
- Distribution pour la France : Pretty Pictures
- Pays de production : Argentine
- Genre : policier
- Durée : 127 minutes
- Format : couleur • 35 mm • 2,00:1 • Dolby Digital
- Dates de sortie : 
  - Argentine : 13 août 2009
  - Espagne : 25 septembre 2009
  - Canada : 16 avril 2010[2]
  - France : 5 mai 2010
  - Belgique : 9 juin 2010[3]
- Classification :
  - Argentine : 13
  - Brésil : 16
  - Hong Kong : III
  - États-Unis : R

## Distribution
- Ricardo Darín : le juge d'instruction Benjamín Espósito
- Soledad Villamil : Irene Menéndez Hastings, la supérieure hiérarchique de Benjamín
- Pablo Rago : Ricardo Morales, un employé de banque, le mari de la victime
- Javier Godino : Isidoro Nestor Gómez, un détraqué sexuel
- Guillermo Francella : Pablo Sandoval, un fonctionnaire de justice alcoolique, collègue et ami de Benjamín
- José Luis Gioia : l'inspecteur Baez, de la Police fédérale
- Carla Quevedo : Liliana Coloto de Morales, une jeune institutrice, la victime
- Barbara Palladino : Chica Piropo
- Rudy Romano : Ordoñez
- Alejandro Abelenda : Pinche Mariano, un stagiaire
- Mario Alarcon : le juge Juez Fortuna Lacalle, supérieur hiérarchique d'Irene
- Sebastián Blanco : Pinche Tino

## Production
Sorti le 13 août 2009 en Argentine, il est présenté le 12 septembre 2009 au Festival international du film de Toronto, le 20 septembre 2009 en compétition officielle au 57e Festival international de San Sebastián puis le 15 mars 2010 au Festival cinéma Novo à Bruges. Sa sortie sur les écrans français, initialement prévue le 21 avril 2010, est finalement fixée au 5 mai 2010.
En Argentine, trois mois après sa sortie, Dans ses yeux totalise 2 320 000 spectateurs et prend la 2e place des films les plus vus depuis 34 ans dans ce pays ; la 1re place du box-office national est occupée par le film de Leonardo Favio, Nazareno Cruz y el lobo, de 1975, avec un total de 3 400 000 entrées.
Un remake américain est sorti fin 2015 : The Secret in Their Eyes de Billy Ray, avec Nicole Kidman et Chiwetel Ejiofor.

## Récompenses
- Prix Sud 2009 : 13 prix dont ceux du meilleur film, meilleur réalisateur, meilleur acteur et meilleure actrice argentins
- Prix Goya 2010 : meilleur film étranger en langue espagnole
- Oscars du cinéma 2010 : meilleur film en langue étrangère
- festival international du film policier de Beaune 2010 : Grand prix du jury et prix du « jury spécial police »[7]